# شكوتس
شَكوتِس (باللتوانية šakotis أو baumkuchenas) أو السِّنْكَج (بالبولندية: sękacz) البَنْكُوخة (بالبيلاروسية: банкуха) ويقابلها كعكة شجرة في المانيا. الشَّكوتِس هي كعكة سيخ تقليدية بولندية ولِتوانية وروسية بيضاء، مصنوعة من الزبدة والآح والمُحّ والدقيق والسكر والقشدة مطبوخة على سيخ دوار في فرن أو على نار مفتوحة.

## الصور

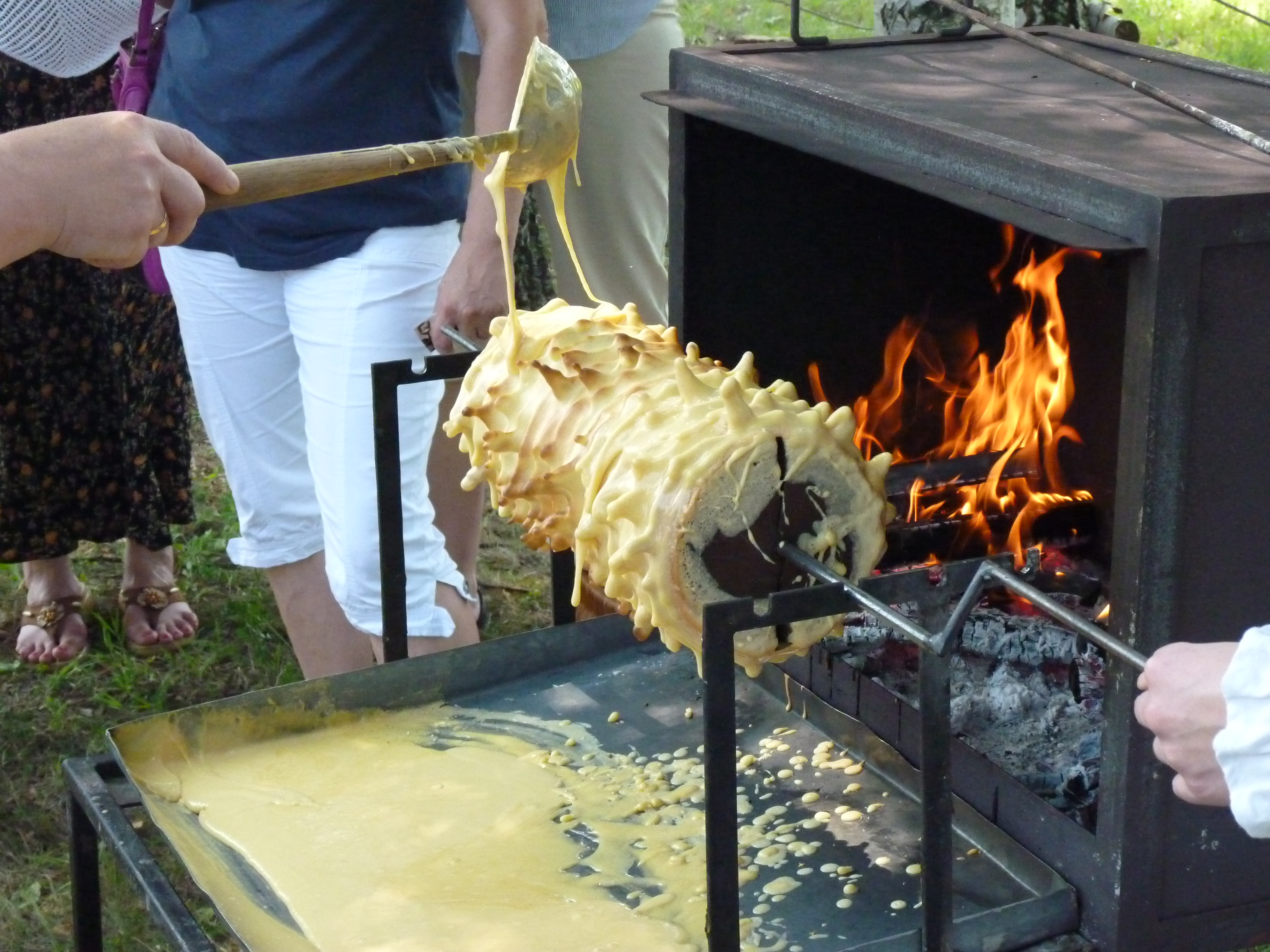
تحضير السِّنكَح في بولندا
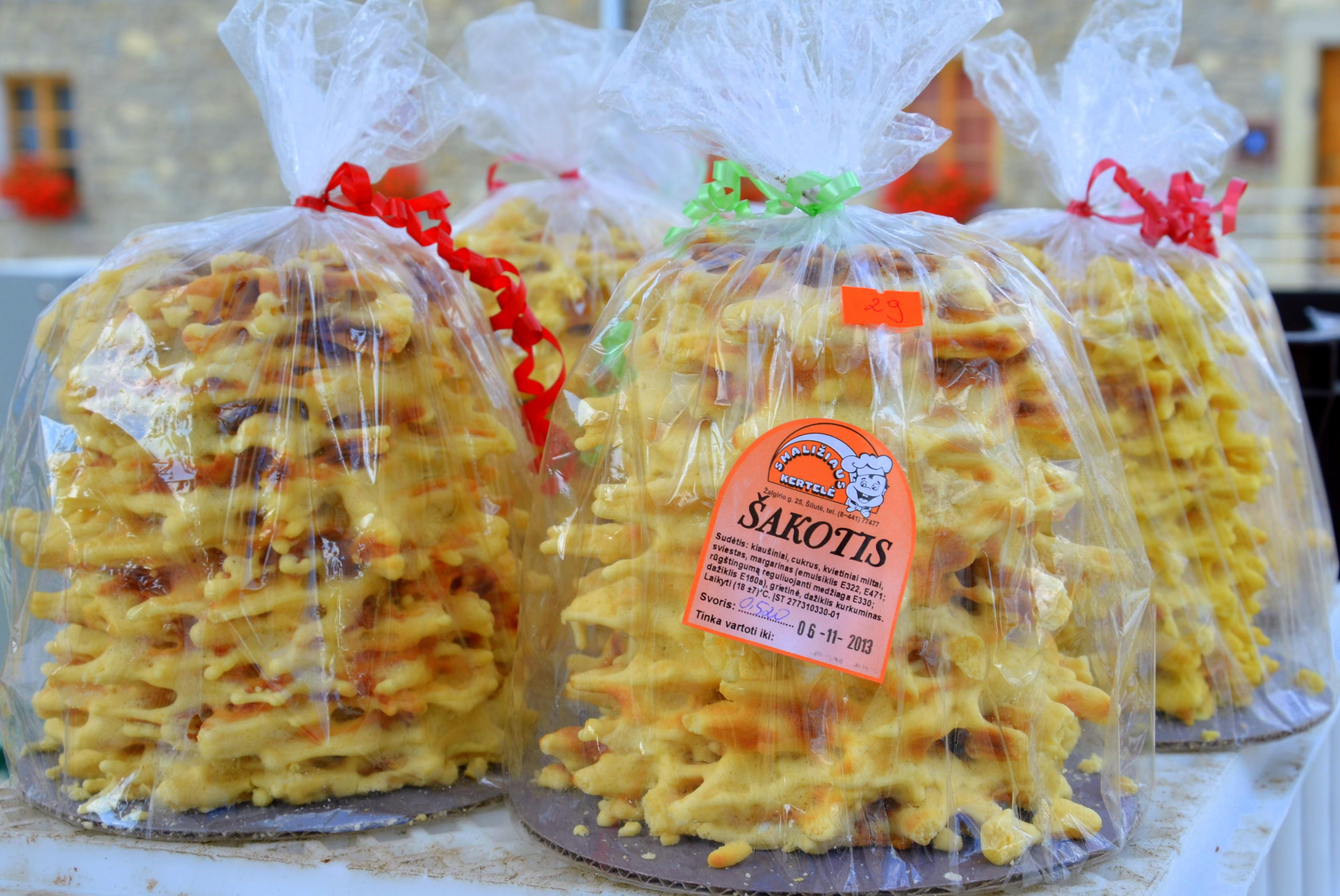
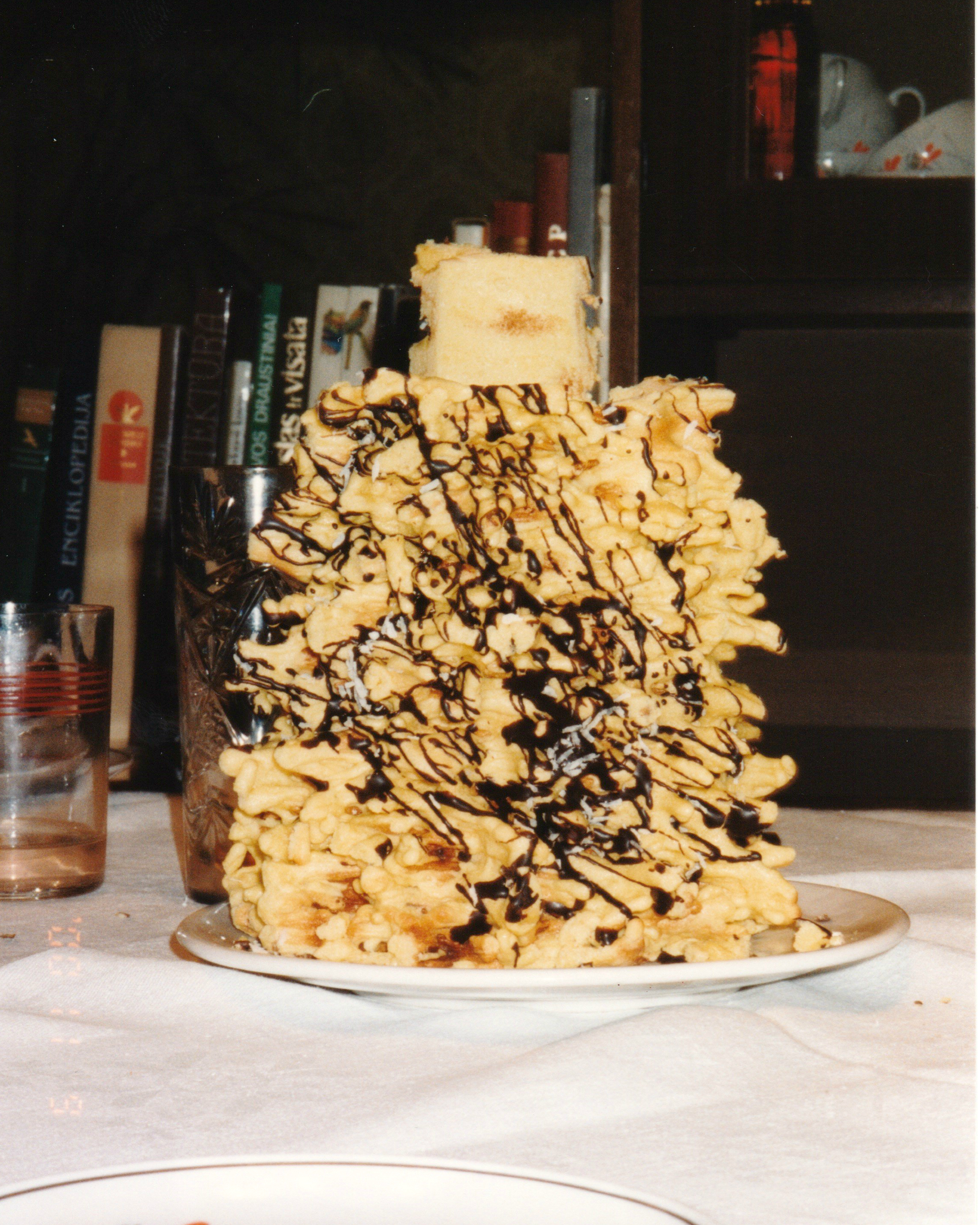
سكوتش مزين برقائق الشكلاطة ونشارة جوز الهند
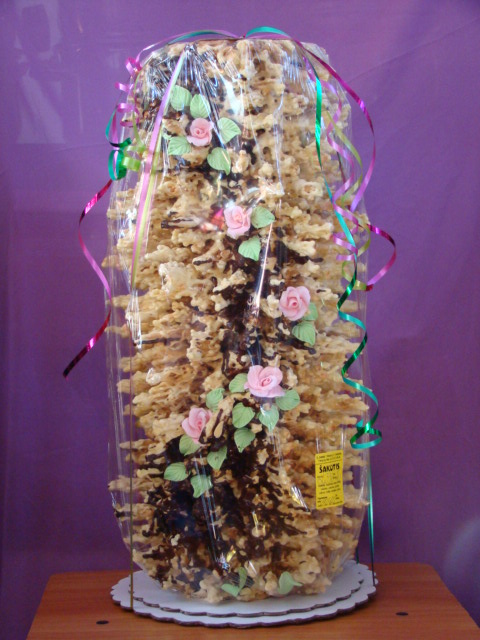
سكوتِش طويل مزين بالورود
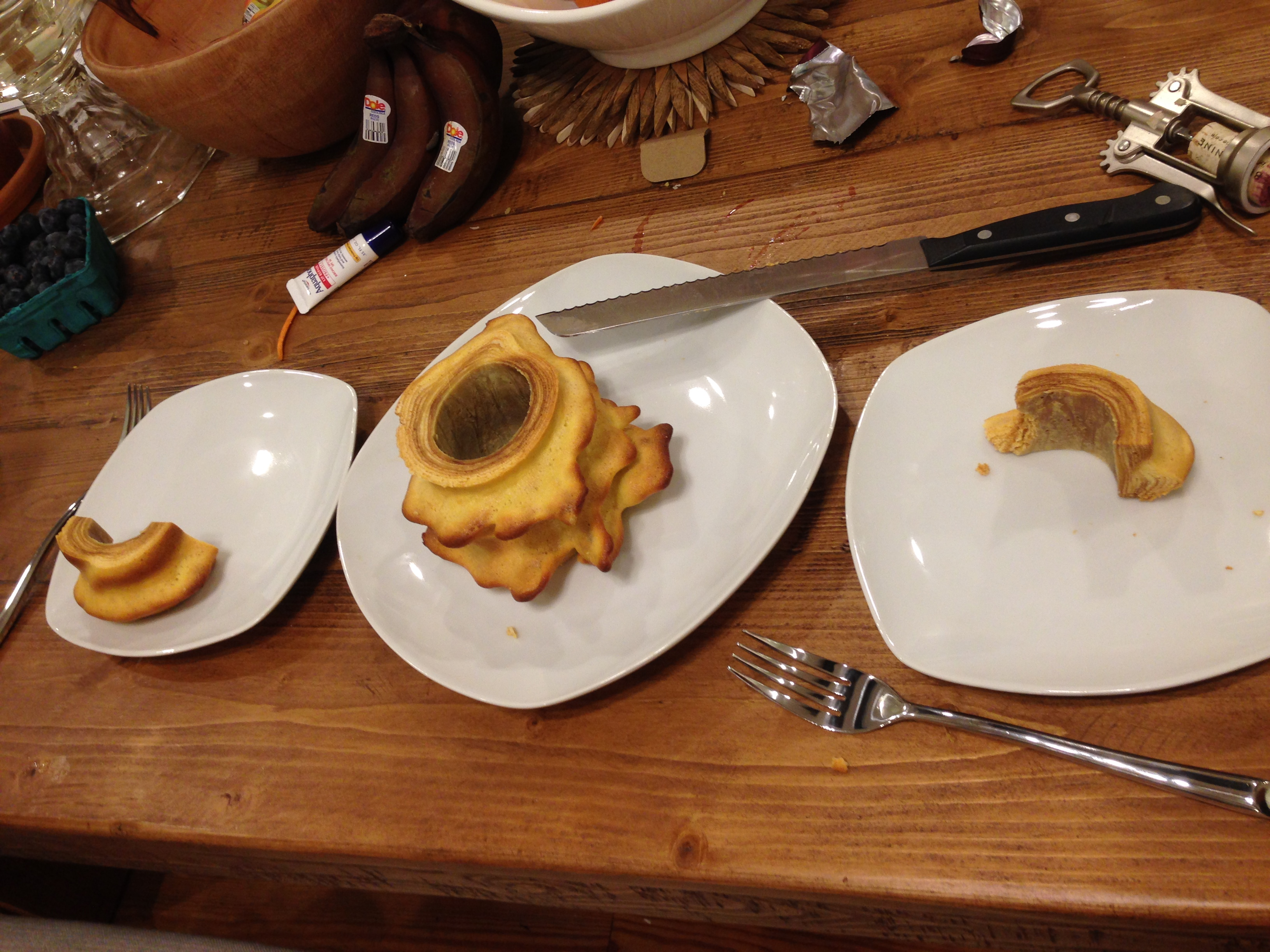
الكعكة (في الوسط) تقدم على أطباق (يمينًا ويسارًا) تظهر طبقات كعك مميزة تشبه حلقات نمو الأشجار